# Мараев, Хусейн Ахмедович
Хусейн Ахмедович Мараев — советский самбист и дзюдоист, чемпион Спартакиады народов СССР по самбо, призёр чемпионата мира по самбо, призёр чемпионата мира среди студентов по дзюдо. Президент ОАО «United Credit Bank», также возглавляет строительную компанию «Yurdum MTK» (Азербайджан).

## Биография
В начале 1990-х годов исполнял обязанности заместителя председателя Кабинета министров Чеченской Республики Ичкерия. Однако быстро разочаровался в политике руководства и покинул республику. Он переехал в Баку, где создал многопрофильную компанию, которая занимается банкингом, телекоммуникациями, нефтегазовым и металлургическим бизнесом, строительством. Корпорация оказывает помощь молодым спортсменам, спортивным школам и командам.

## Награды
- В 2005 году президент Всемирной федерации спортивной борьбы Рафаэль Маринетти вручил ему высшую награду FILA — Золотой орден.
- В 2007 году за значительные достижения в сфере международных отношений с экономическими кругами стран СНГ награждён орденом «Звезда Содружества», вручаемым Национальным Общественным Советом поощрения предпринимательства совместно с Международным Центром «Содружество» и Комитетом по экономической политике, предпринимательству и туризму Государственной Думы РФ.
- В том же году ему как руководителю одной из 30 лучших строительных компаний в мире был вручён кубок «Награда нового тысячелетия». Эта награда, учреждённая международными организациями «Trade Leaders' Club» и «Editorial Office», вручается не только за успешное строительство, но и за вклад в социальную сферу.

## Спортивные результаты
- Чемпион Европы по дзюдо среди юниоров 1977 года — ;
- Самбо на летней Спартакиаде народов СССР 1983 года — .

## Семья
Брат Умар — мастер спорта СССР международного класса, призёр чемпионатов СССР по самбо и дзюдо.